# ヘンリー・A・ウォレス
ヘンリー・アガード・ウォレス（英語：Henry Agard Wallace、1888年10月7日 – 1965年11月18日）は、アメリカ合衆国の政治家。農務長官、副大統領、商務長官を歴任した。1948年アメリカ合衆国大統領選挙に2大政党の指名を受けずに立候補した。

## 来歴
1888年10月7日にアイオワ州アデア郡オリエントの近くの農村で、後に1921年から1924年まで米国農務長官を務めたヘンリー・C・ウォレスの長男として生まれた。ウォレスには2人の弟と3人の妹がいた。1910年にアイオワ州立大学を卒業後、1910年から1924年までデモインで父親が経営する農業誌『ウォレシーズ・ファーマー』紙のライター兼編集者として働く。また1924年から1929年まで同紙の発行者を務めた。彼はトウモロコシの高収量品種の実験を行い、農業に関する著書を多数出版した。1915年には市場における第一の品種となるトウモロコシを考案し、彼が設立した会社は現在パイオニア・ハイブレッドとして知られ、アメリカに於いて最も高収益を誇る企業の一つである。
1933年にルーズベルト大統領によって農務長官に指名された。彼は共和党に所属していたが、ルーズベルトのニューディール政策を支持して民主党に入党した。ウォレスは1940年9月まで農務長官を務め、副大統領の指名を受けて農務長官を辞任した。彼は1940年11月にルーズベルト大統領の伴走候補者に選出され、1941年1月20日から1945年1月20日まで副大統領職を務めた。

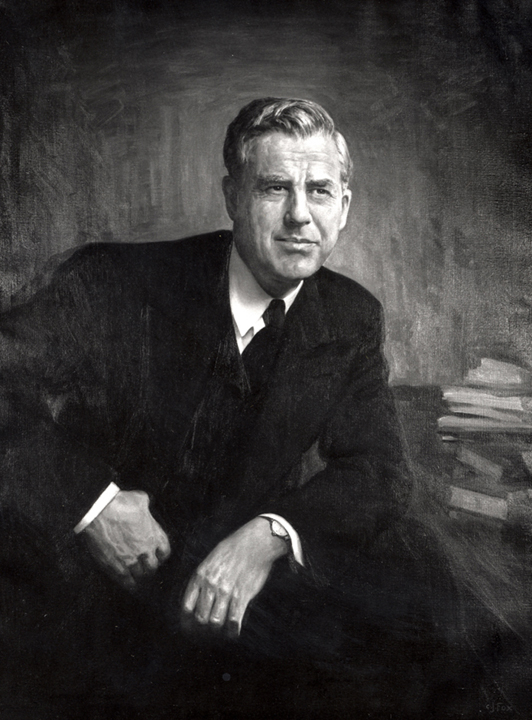
ウォレスの肖像画

ウォレスは副大統領としては異例の要職を任されるなどルーズベルトに信頼されたが、進歩的な施策や言動が党内保守派の反感を買う。1944年の4選出馬に際してはルーズベルトは党大会に宛てて「私が党員ならウォレスに投票する」とするメモを発表したが、副大統領候補に指名はしなかった。ウォレスは世論調査で副大統領候補者として65パーセントの支持を得たものの（バーンズは3パーセント、トルーマンは2パーセント）党内保守派はルーズベルトの健康状態（＝ウォレスの大統領昇格）を懸念し、党大会ではウォレスの指名直前に党大会を一時中断（大多数の党員が大会中断の議決に反対したが、賛成と議決された）、大量の候補者擁立による票の分断、政権ポスト提供等の裏工作による票集め、果ては警官隊を用いてウォレス派党員の議場入場（投票）を阻止するなどし、3回目の投票でミズーリ州選出の上院議員ハリー・トルーマンを副大統領候補に決定した。ただしルーズベルトはウォレスを商務長官にすることで報いている。ウォレスは同職を1945年3月から1946年9月まで務めた。

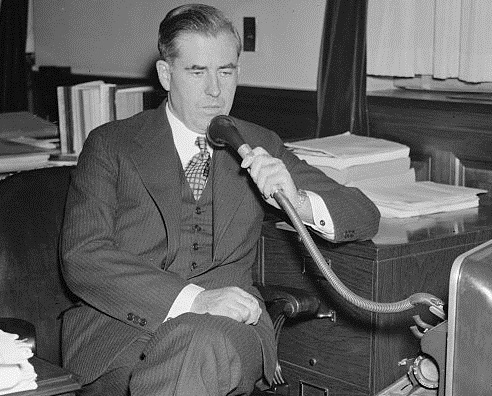
1937年撮影

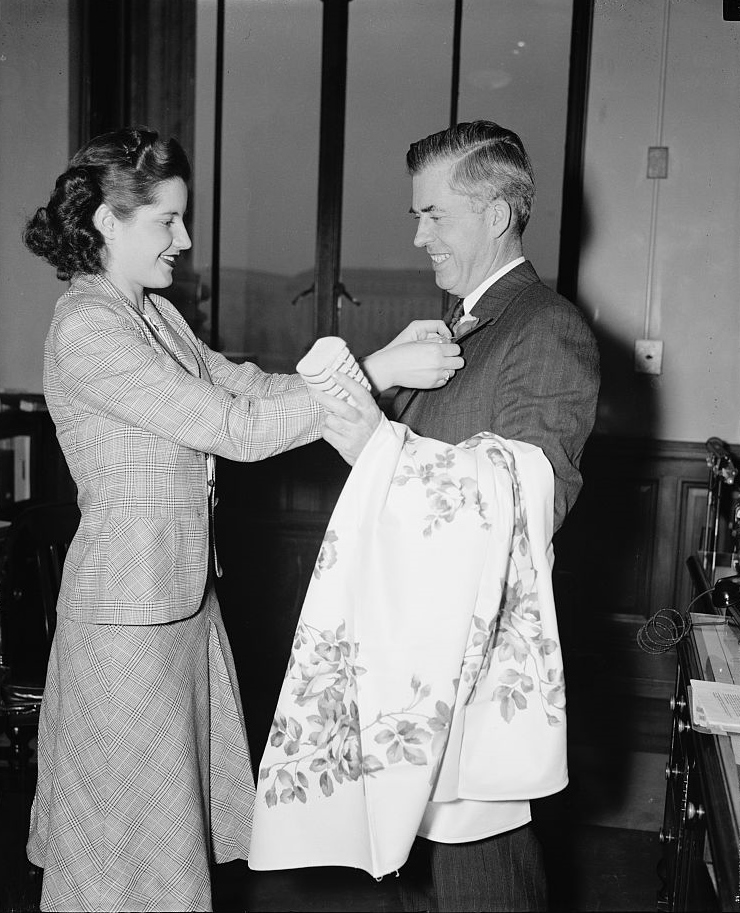
1940年頃撮影

1948年アメリカ合衆国大統領選挙に新規結成した進歩党から出馬し、一般投票で2.4パーセントの票を得ている。彼自身の立場は共産主義とは異なるが、戦後の反共運動への同調は拒む容共だった。

## エピソード
1944年6月20日に蔣介石との会談のために重慶を極秘訪問した。この時期に国共合作が一時崩壊の危機に瀕し、その様子見のために送り込まれた際に支那派遣軍総司令部が中国側無電の解読によってその情報を得たため、第5航空軍司令官下山琢磨中将が漢口の独立飛行第18中隊、同第55中隊（一〇〇式司令部偵察機）にウォレスの搭乗機を撃墜することを命じたが、細かいスケジュールが不明の上に中国空域の広大さから遂に搭乗機の捕捉に失敗した。